# Nahkampfkanone 1
Die Nahkampfkanone 1 ist ein in der Schweiz entwickeltes Panzerfahrzeug, von dem nur ein Prototyp ausgeführt wurde.

## Geschichte und Entwicklung
In den Jahren 1943 und 1944 wurden auch in der Schweiz erste Erfahrungen mit der Konstruktion und dem Bau von eigenen Panzerfahrzeugen gemacht. Die Nahkampfkanone 1 wurde auf einem Chassis des Panzerwagen 39 (ČKD-Praga LT-H), das um eine Laufrolle verlängert ist, durch die Firma Berna in Olten hergestellt. Da aber nur wenige Teile vorhanden waren, wurde teilweise auf Ersatzteile des Panzerwagen 39 zurückgegriffen, vorwiegend bei Fahrwerk und Getriebe.
Das Fahrzeug war nur eine notdürftige Konstruktion. Die Panzerung bestand aus dünnem Blech und der Aufbau war provisorisch. Bei ersten Versuchen war eine 7,5-cm-Kanone eingebaut, für spätere Versuche eine 10,5-cm-Haubitze. Ebenfalls erst später wurde der Aufbau oben und hinten geschlossen. Es wurde nur ein Exemplar gebaut, das von 1944 bis 1947 nur für Versuche im Truppeneinsatz war (M+ Nummer 7236). Das Fahrzeug ist heute im Panzermuseum Thun ausgestellt.